# Veneciafrenia
Veneciafrenia és una pel·lícula espanyola de terror slasher dirigida per Álex de la Iglesia de 2021. És la primera d'una sèrie de pel·lícules de terror produïdes pel mateix De la Iglesia i Carolina Bang amb el segell de The Fear Collection i amb la col·laboració d'Amazon Studios i Sony Pictures. La pel·lícula és protagonitzada per Ingrid García-Jonsson, Silvia Alonso, Goize Blanco, Alberto Bang, Cosimo Fusco i Armando de Razza. Es va estrenar al Festival Internacional de Cinema Fantàstic de Catalunya el 9 d'octubre de 2021 i va arribar a les sales de cinema el 22 d'abril de 2022. El 27 de maig del mateix any es va incorporar a la plataforma Amazon Prime Video, amb subtítols en català.

## Sinopsi
Un grup de nois espanyols de vora 30 anys arriba en viatge de turisme a Venècia, on comencen a desaparèixer un a un. Davant del misteri del parador d'un d'ells, els altres emprenen la recerca, i el que era un grup d'amics molt units es va esquerdant.

## Repartiment
- Ingrid García-Jonsson com a Isa
- Silvia Alonso com a Susana
- Goize Blanco com a Arantza
- Nicolás Iloro com a Javi
- Alberto Bang com a José
- Cosimo Fusco com a Dottore
- Enrico Lo Verso com a Giacomo
- Armant de Razza com a Brunelli
- Caterina Murino
- Nico Romero com a Alfonso
- Alessandro Bressanello com a Colonna
- Giulia Pagnacco com a Gina

## Producció
A mitjan 2020, la productora d'Álex de la Iglesia i Carolina Bang, Pokeepsie Films, va anunciar que es trobaven treballant en la preparació d'una sèrie de pel·lícules de terror, produïdes per ells mateixos, amb la col·laboració d'Amazon Studios i Sony Pictures i dirigides per diversos cineastes espanyols interessats en els films de terror. Aquesta sèrie de pel·lícules van ser nomenades amb el segell The Fear Collection. L'octubre de 2020 va començar el rodatge de la primera d'aquesta sèrie de pel·lícules, dirigida pel mateix Álex de la Iglesia, amb el nom de Veneciafrenia.